# 2020 en handball
| Années du handball : 2017 - 2018 - 2019 - 2020 - 2021 - 2022 - 2023    |
| Décennies du handball : 1990 - 2000 - 2010 - 2020 - 2030 - 2040 - 2050 |

Cet article présente les faits marquants de l'année 2020 en handball.

## Par dates
- Du 10 au 26 janvier : 14e édition du championnat d'Europe masculin en Autriche, en Norvège et en Suède (cf. ci-dessous).
- 11 mars : l'Organisation mondiale de la santé reclasse officiellement la flambée de Covid-19 d'épidémie à pandémie. En conséquence, de nombreuses compétitions sportives sont  suspendues, reportées ou annulées.
- 24 mars : initialement planifiés du 24 juillet au 9 août 2020, les Jeux olympiques de Tokyo sont reportés au 23 juillet au 8 août 2021.
- 5 et 6 septembre : date prévue pour le Final 4 de la Ligue des champions féminine de l'EHF 2019-2020
- 23 septembre : date prévue pour le début du championnat de France masculin
- Du 4 au 20 décembre : 14e édition du championnat d'Europe féminin au Danemark et en Norvège (cf. ci-dessous).
- 28 et 29 décembre : date prévue pour le Final 4 de la Ligue des champions masculine de l'EHF 2019-2020

## Par compétitions

### Championnat d'Europe masculin
La 14e édition du Championnat d'Europe masculin de handball se déroule du 10 au 26 janvier 2020 en Autriche, en Norvège et en Suède. L'Espagne remet son titre en jeu.
L'Espagne, tenant du titre, remporte son deuxième championnat d'Europe en s'imposant en finale face à la Croatie qui retrouve le podium d'une compétition internationale 4 ans après sa médaille de bronze à l'Euro 2016. La Norvège, co-organisateur, complète le podium et remporte sa première médaille dans la compétition après 2 titres de vice-champion du monde. Enfin, la compétition est marquée par l'élimination dès le tour préliminaire du Danemark, champion olympique et du monde en titre, et de la France, meilleure équipe des 10 dernières années.
Statistique et récompenses
- Meilleur joueur : Domagoj Duvnjak,  Croatie
- Meilleur buteur : Sander Sagosen,  Norvège, 65 buts

Équipe type
- Meilleur gardien de but : Gonzalo Pérez de Vargas,  Espagne
- Meilleur ailier gauche : Magnus Jøndal,  Norvège
- Meilleur arrière gauche : Sander Sagosen,  Norvège
- Meilleur demi-centre : Igor Karačić,  Croatie
- Meilleur pivot : Bence Bánhidi,  Hongrie
- Meilleur arrière droit : Jorge Maqueda  Espagne
- Meilleur ailier droit : Blaž Janc,  Slovénie
- Meilleur défenseur : Hendrik Pekeler,  Allemagne

### Championnat d'Europe féminin
La 14e édition du Championnat d'Europe féminin de handball se déroule du 4 au 20 décembre 2020 au Danemark.
Initialement, la compétition devait également se dérouler en Norvège, mais moins de deux semaines avant le début de la compétition, la Fédération norvégienne a informé l'EHF qu'elle n'était finalement pas en mesure d'accueillir des matchs à cause de la pandémie de Covid-19 qui affecte tout le continent européen. Finalement, si toutes les équipes doivent observer un strict respect des conditions sanitaires et si la compétition se joue sans spectateurs, elle n'est pas fortement perturbée par la pandémie puisque seul un match du premier tour a été reporté et joué le lendemain.
La France, tenante du titre, est battue en finale par la Norvège qui remporte ainsi son huitième titre européen en quatorze éditions. Troisième, la Croatie glane quant à elle sa première médaille internationale en battant le Danemark, pays organisateur. À l'opposé, les Pays-Bas, qui avaient remporté quatre médailles lors des quatre précédentes compétitions internationales, s'inclinent lors de ses deux premiers matchs mais parviennent finalement à se classer à la sixième place derrière la Russie.
Statistique et récompenses
- Meilleure joueuse : Estelle Nze Minko,  France
- Meilleure marqueuse : Nora Mørk,  Norvège, 52 buts

Équipe type
- Meilleure gardienne de but :  Sandra Toft
- Meilleure ailière droite :  Jovanka Radičević
- Meilleure arrière droite :  Nora Mørk
- Meilleure demi-centre :  Stine Bredal Oftedal
- Meilleure pivot :  Ana Debelić
- Meilleure arrière gauche :  Vladlena Bobrovnikova
- Meilleure ailière gauche :  Camilla Herrem
- Meilleure joueuse en défense :  Line Haugsted

## Meilleurs handballeurs de l'année 2020
Probablement en raison de la pandémie de Covid-19 qui a fortement perturbé l'année 2020, aucune élection des meilleurs handballeurs de l'année 2020 n'a été organisée par l'IHF.

## Bilan de la saison 2019-2020 en club

### Coupes d'Europe (clubs)
| Compétition              | Vainqueur                                                   | Finaliste                                                   |
| ------------------------ | ----------------------------------------------------------- | ----------------------------------------------------------- |
| Ligue des champions (C1) | THW Kiel                                                    | FC Barcelone                                                |
| Coupe de l'EHF (C3)      | Annulée (phase de poule) à cause de la pandémie de Covid-19 | Annulée (phase de poule) à cause de la pandémie de Covid-19 |
| Coupe Challenge (C4)     | Annulée (1/4 finale) à cause de la pandémie de Covid-19     | Annulée (1/4 finale) à cause de la pandémie de Covid-19     |

| Compétition              | Vainqueur                                               | Finaliste                                               |
| ------------------------ | ------------------------------------------------------- | ------------------------------------------------------- |
| Ligue des champions (C1) | Annulée (1/4 finale) à cause de la pandémie de Covid-19 | Annulée (1/4 finale) à cause de la pandémie de Covid-19 |
| Coupe de l'EHF (C3)      | Annulée (1/2 finale) à cause de la pandémie de Covid-19 | Annulée (1/2 finale) à cause de la pandémie de Covid-19 |
| Coupe Challenge (C4)     | Annulée (1/2 finale) à cause de la pandémie de Covid-19 | Annulée (1/2 finale) à cause de la pandémie de Covid-19 |

### Championnats européens
| Rang EHF | Championnat       | Vainqueur           |
| -------- | ----------------- | ------------------- |
| 1        | France            | Paris Saint-Germain |
| 2        | Allemagne         | THW Kiel            |
| 3        | Macédoine du Nord | Non décerné         |
| 4        | Hongrie           | Non décerné         |
| 5        | Espagne           | FC Barcelone        |
| 6        | Pologne           | KS Kielce           |
| 7        | Danemark          | Aalborg Håndbold    |
| 8        | Croatie           | Annulé              |
| 9        | Portugal          | Non décerné         |
| 10       | Biélorussie       | HC Meshkov Brest    |
| 11       | Ukraine           | HC Motor Zaporijjia |
| 12       | Suède             | Annulé              |
| 13       | Roumanie          | Arrêté              |
| 14       | Slovénie          | RK Celje            |
| 15       | Suisse            | Annulé              |
| 16       | Norvège           | Elverum Håndball    |
| 17       | Russie            | Medvedi Tchekhov    |
| 18       | Slovaquie         |                     |
| 19       | Finlande          |                     |
| 20       | Turquie           | Non décerné         |
| 21       | Israël            |                     |
| 22       | Autriche          |                     |
| 23       | Islande           |                     |
| 24       | Belgique          | Annulé              |
| 25       | Luxembourg        | Handball Esch       |
| 26       | Pays-Bas          |                     |
| 27       | Tchéquie          |                     |
| 28       | Grèce             |                     |
| 29       | Kosovo            |                     |
| 29       | Serbie            |                     |

| Rang EHF | Championnat        | Vainqueur           |
| -------- | ------------------ | ------------------- |
| 1        | Hongrie            | Non décerné         |
| 2        | Russie             | Rostov-Don          |
| 3        | Roumanie           | Arrêté              |
| 4        | Danemark           | Team Esbjerg        |
| 5        | France             | Non décerné         |
| 6        | Norvège            | Vipers Kristiansand |
| 7        | Allemagne          | Non décerné         |
| 8        | Macédoine du Nord  | Non décerné         |
| 9        | Monténégro         | Non décerné         |
| 10       | Suède              | Annulé              |
| 11       | Slovénie           | RK Krim             |
| 12       | Croatie            |                     |
| 13       | Turquie            | Non décerné         |
| 14       | Pologne            |                     |
| 15       | Espagne            | BM Bera Bera        |
| 16       | Autriche           |                     |
| 17       | Tchéquie           |                     |
| 18       | Biélorussie        | HC Homiel           |
| 19       | Italie             |                     |
| 20       | Serbie             |                     |
| 21       | Slovaquie          |                     |
| 22       | Pays-Bas           |                     |
| 23       | Suisse             | Annulé              |
| 24       | Azerbaïdjan        |                     |
| 25       | Ukraine            |                     |
| 26       | Chypre             |                     |
| 26       | Bosnie-Herzégovine |                     |
| 26       | Kosovo             |                     |
| 26       | Israël             |                     |
| 30       | Grèce              |                     |
| 30       | Luxembourg         | Handball Käerjeng   |

#### Saison 2019-2020 en France
| Compétition           | Vainqueur                                               | Second                                                  | Score                                                   |
| --------------------- | ------------------------------------------------------- | ------------------------------------------------------- | ------------------------------------------------------- |
| Championnat de France | Paris Saint-Germain                                     | HBC Nantes                                              | --                                                      |
| Coupe de France       | Annulée (1/2 finale) à cause de la pandémie de Covid-19 | Annulée (1/2 finale) à cause de la pandémie de Covid-19 | Annulée (1/2 finale) à cause de la pandémie de Covid-19 |
| Coupe de la Ligue     | Annulée (1/2 finale) à cause de la pandémie de Covid-19 | Annulée (1/2 finale) à cause de la pandémie de Covid-19 | Annulée (1/2 finale) à cause de la pandémie de Covid-19 |
| Trophée des champions | Paris Saint-Germain                                     | Montpellier Handball                                    | 34 - 27                                                 |

| Compétition           | Commentaire                                                               |
| --------------------- | ------------------------------------------------------------------------- |
| Championnat de France | Arrêté à cause de la pandémie de Covid-19 Brest et Metz premiers ex aequo |
| Coupe de France       | Annulée (1/2 finale) à cause de la pandémie de Covid-19                   |

#### Saison 2019-2020 en Allemagne
| Compétition             | Vainqueur              | Second                 | Score       |
| ----------------------- | ---------------------- | ---------------------- | ----------- |
| Championnat d'Allemagne | THW Kiel               | SG Flensburg-Handewitt | --          |
| Coupe d'Allemagne (de)  | TBV Lemgo              | MT Melsungen           | 28 – 24     |
| Supercoupe              | SG Flensburg-Handewitt | THW Kiel               | 32 – 31 tab |

#### Saison 2019-2020 en Espagne
| Compétition           | Vainqueur    | Second         | Score   |
| --------------------- | ------------ | -------------- | ------- |
| Championnat d'Espagne | FC Barcelone | CB Ademar León | --      |
| Coupe ASOBAL          | FC Barcelone | Bidasoa Irún   | 30 – 22 |
| Coupe du Roi          | FC Barcelone | CB Benidorm    | 40 – 25 |
| Supercoupe            | FC Barcelone | BM Cuenca      | 33 – 22 |

1. 1 2 3 4  Ces compétitions se sont intégralement déroulées en 2019.

## Principaux transferts de l'intersaison 2020
Une liste non-exhaustive des transferts ayant eu lieu à l'intersaison est :
| Nat. | Joueur                  | Champ. | Club 2019-2020          | Champ.          | Club 2020-2021          |
| ---- | ----------------------- | ------ | ----------------------- | --------------- | ----------------------- |
|      | Luc Abalo               |        | Paris Saint-Germain     |                 | Elverum Handball        |
|      | William Accambray       |        | HC Meshkov Brest        |                 | Pays d'Aix UC           |
|      | Julen Aguinagalde       |        | KS Kielce               |                 | Bidasoa Irún            |
|      | Lasse Andersson         |        | FC Barcelone            |                 | Füchse Berlin           |
|      | Senjamin Burić          |        | HBC Nantes              |                 | Rk Zagreb               |
|      | Robin Cantegrel         |        | Cesson Rennes MHB       |                 | Vardar Skopje           |
|      | Daniel Chichkarev       |        | Vardar Skopje           |                 | Veszprém KSE            |
|      | Valter Chrintz          |        | IFK Kristianstad        |                 | Füchse Berlin           |
|      | Rodrigo Corrales        |        | Paris Saint-Germain     |                 | Veszprém KSE            |
|      | Adrià Figueras          |        | CB Granollers           |                 | HBC Nantes              |
|      | Luís Frade              |        | Sporting CP             |                 | FC Barcelone            |
|      | Dragan Gajić            |        | Veszprém KSE            |                 | Limoges Hand 87         |
|      | Yann Genty              |        | Chambéry SMB HB         |                 | Paris Saint-Germain     |
|      | Goce Georgievski        |        | CSM Bucarest            |                 | Vardar Skopje           |
|      | Khalifa Ghedbane        |        | Vardar Skopje           |                 | Ademar León             |
|      | Holger Glandorf         |        | SG Flensburg-Handewitt  | fin de carrière | fin de carrière         |
|      | Iosu Goñi Leoz          |        | Pays d'Aix UC           |                 | Chambéry SMB HB         |
|      | Mathieu Grébille        |        | Montpellier Handball    |                 | Paris Saint-Germain     |
|      | Silvio Heinevetter      |        | Füchse Berlin           |                 | MT Melsungen            |
|      | Zlatko Horvat           |        | Rk Zagreb               |                 | Rk Metalurg Skopje      |
|      | Blaž Janc               |        | KS Kielce               |                 | FC Barcelone            |
|      | Vid Kavtičnik           |        | Pays d'Aix UC           |                 | USAM Nîmes Gard         |
|      | Dainis Krištopāns       |        | Füchse Berlin           |                 | Paris Saint-Germain     |
|      | Albin Lagergren         |        | SC Magdebourg           |                 | Rhein-Neckar Löwen      |
|      | Haniel Langaro          |        | Dunkerque HGL           |                 | FC Barcelone            |
|      | Krzysztof Lijewski      |        | KS Kielce               | fin de carrière | fin de carrière         |
|      | Borut Mačkovšek         |        | Veszprém KSE            |                 | SC Pick Szeged          |
|      | Jorge Maqueda           |        | SC Pick Szeged          |                 | Veszprém KSE            |
|      | Nikolaj Markussen       |        | Bjerringbro-Silkeborg   |                 | Veszprém KSE            |
|      | Fahrudin Melić          |        | Chambéry SMB HB         |                 | Saint-Raphaël VHB       |
|      | Mads Mensah Larsen      |        | Rhein-Neckar Löwen      |                 | SG Flensburg-Handewitt  |
|      | Quentin Minel           |        | HC Erlangen             |                 | USAM Nîmes Gard         |
|      | Lasse Møller            |        | GOG Håndbold            |                 | SG Flensburg-Handewitt  |
|      | Lukas Nilsson (en)      |        | THW Kiel                |                 | Rhein-Neckar Löwen      |
|      | Lucas Pellas            |        | Lugi HF                 |                 | Montpellier Handball    |
|      | Nikola Portner          |        | Montpellier Handball    |                 | Chambéry SMB HB         |
|      | Elohim Prandi           |        | USAM Nîmes Gard         |                 | Paris Saint-Germain     |
|      | Sander Sagosen          |        | Paris Saint-Germain     |                 | THW Kiel                |
|      | Franz Semper            |        | SC DHfK Leipzig         |                 | SG Flensburg-Handewitt  |
|      | Guðjón Valur Sigurðsson |        | Paris Saint-Germain     |                 | VfL Gummersbach (Entr.) |
|      | Staš Skube              |        | Vardar Skopje           |                 | HC Meshkov Brest        |
|      | Ferrán Solé             |        | Fenix Toulouse Handball |                 | Paris Saint-Germain     |
|      | Arpad Šterbik           |        | Veszprém KSE            | fin de carrière | fin de carrière         |
|      | Renato Sulić            |        | Wisła Płock             | fin de carrière | fin de carrière         |
|      | Filip Taleski (en)      |        | HBW Balingen            |                 | Vardar Skopje           |
|      | Mirsad Terzić           |        | Veszprém KSE            |                 | Wisła Płock             |
|      | René Toft Hansen        |        | Benfica Lisbonne        |                 | Bjerringbro-Silkeborg   |
|      | Víctor Tomás            |        | FC Barcelone            | fin de carrière | fin de carrière         |
|      | Nicolas Tournat         |        | HBC Nantes              |                 | KS Kielce               |
|      | Marko Vujin             |        | Sporting CP             |                 | Vardar Skopje           |
|      | Miloš Vujović           |        | Tatabánya KC            |                 | Füchse Berlin           |

| Nat. | Joueuse                 | Champ. | Club 2019-2020          | Champ.          | Club 2020-2021          |
| ---- | ----------------------- | ------ | ----------------------- | --------------- | ----------------------- |
|      | Alexandrina Barbosa     |        | Nantes Atlantique HB    |                 | CSM Bucarest            |
|      | Debbie Bont             |        | Copenhague Handball     |                 | Metz Handball           |
|      | Katarina Bulatović      |        | Győri ETO KC            | fin de carrière | fin de carrière         |
|      | Siraba Dembélé          |        | Toulon Saint-Cyr        |                 | CSM Bucarest            |
|      | Laura Flippes           |        | Metz Handball           |                 | Paris 92                |
|      | Laura Glauser           |        | Metz Handball           |                 | Győri ETO KC            |
|      | Kari Aalvik Grimsbø     |        | Győri ETO KC            | fin de carrière | fin de carrière         |
|      | Đurđina Jauković        |        | Budućnost Podgorica     |                 | Brest Bretagne Handball |
|      | Barbara Lazović         |        | Budućnost Podgorica     |                 | CSM Bucarest            |
|      | Andrea Lekić            |        | CSM Bucarest            |                 | Budućnost Podgorica     |
|      | Marta Mangué            |        | Brest Bretagne Handball |                 | Bourg-de-Péage          |
|      | Shenia Minevskaja       |        | Brest Bretagne Handball |                 | Râmnicu Vâlcea          |
|      | Nora Mørk               |        | CSM Bucarest            |                 | Vipers Kristiansand     |
|      | Alexandra do Nascimento |        | Érdi VSE                |                 | Bourg-de-Péage          |
|      | Nadia Offendal          |        | Odense Håndbold         |                 | Paris 92                |
|      | Allison Pineau          |        | Paris 92                |                 | Budućnost Podgorica     |
|      | Silje Solberg           |        | Siófok KC               |                 | Győri ETO KC            |
|      | Xenia Smits             |        | Metz Handball           |                 | SG BBM Bietigheim       |
|      | Tjaša Stanko            |        | ŽRK Podravka Koprivnica |                 | Metz Handball           |
|      | Grâce Zaadi             |        | Metz Handball           |                 | Rostov-Don              |

## Décès
- 10 février :  Saïd Amara
- 27 avril : / Marina Bazanova
- 29 juillet :  Anatoli Fedioukine
- 18 août :  Gheorghe Dogărescu
- 23 septembre : / Zlatko Portner
- 28 novembre :  Juan de Dios Román